# ولاية معسكر
ولاية معسكر، هي إحدى ولايات الجزائر. يرجع تاريخها إلى عصور خلت، لكن في إطار تسميات متعددة فهي تندرج ضمن الوطن الراشدي المحاذي لقلعة بني راشد، لتصبح أم العساكر ثم تحولت التسمية إلى معسكر.
حاليا ترتبط بما حولها من الولايات تاريخيا وثقافيا، سميت «مصر الصغرى» لكثرة العلماء والمعاهد العلمية، كما حاربت بعلمائها وطلبتها الاحتلال الإسباني، ثم الفرنسي. وأشهر أعلامها الأمير عبد القادر بن محي الدين الحسني الجزائري، وجده الأكبر سيدي عبد القادر بن أحمد المختار المكنى سيدي قادة، وسيدي أبي راس الناصري الحافظ المؤرخ، والعلامة محمد بن مومن مصطفى الرماصي، وسيدي بوسكرين أبو زكريا، وسيدي امحمد بن يحي، وسيدي علي بن سعد، وسيدي محي الدين، وسيدي السنوسي، وسيدي أحمد بن علي، وسيدي علي بوشنتوف، وسيدي عبد الرحيم بوشاقور بن أحمد العمراني البرجي، وسيدي عثمان بوكرارة والحاج المختار بن عبد القادر عز الدين وغيرهم.

## مساحتها
تقدر مساحة ولاية معسكر بـ 5.135 كلم2

## عدد سكانها
يبلغ عدد سكانها 800.000 نسمة موزعين على 47 بلدية بكـثافة سكانية تقدر بـ 169/كلم2

## الموقع
تقع ولاية معسكر في شمال غرب الجزائر على بعد 361 كلم من العاصمة، فهي تربط مختلف ولايات الغرب والجنوب الغربي بحيث يمكن الوصول إليها عن طريق البر والجو والسكة الحديدية برا من الجزائر العاصمة عبر غليزان (الطريق الوطني رقم 04 والطريق الوطني رقم 07 (بلدية عين فارس)، من وهران عبر سيق (ط. و. 06) من سيدي بلعباس عبر بوحنيفية (الطريق الوطني رقم 17) و ط.و رقم 07 عبر عين فكان، من مستغانم عبر المحمدية (الطريق الوطني رقم 17)، من سعيدة عبر (الطريق الوطني رقم 06).
فهي بذلك تحتل موقعا إستراتجيا ممتازا، اقتصاديا وتجاريا. ويحدها من الشرق ولاية تيارت وولاية غليزان ومن الغرب سيدي بلعباس ومن شمال ولاية وهران وولاية مستغانم ومن الجنوب ولاية سعيدة.

## السكان
| ذكور   | فئة عمرية     | إناث   |
| ------ | ------------- | ------ |
| 1٬161  | 85 سنة وأكثر  | 1٬631  |
| 1٬746  | 80 إلى 84 سنة | 1٬926  |
| 3٬815  | 75 إلى 79 سنة | 4٬117  |
| 6٬056  | 70 إلى 74 سنة | 6٬104  |
| 8٬073  | 65 إلى 69 سنة | 7٬749  |
| 8٬728  | 60 إلى 64 سنة | 8٬726  |
| 12٬968 | 55 إلى 59 سنة | 12٬301 |
| 16٬312 | 50 إلى 54سنة  | 15٬577 |
| 18٬853 | 45 إلى 49 سنة | 18٬411 |
| 23٬530 | 40 إلى 44 سنة | 22٬898 |
| 28٬300 | 35 إلى 39 سنة | 27٬197 |
| 34٬319 | 30 إلى 34 سنة | 31٬958 |
| 41٬043 | 25 إلى 29 سنة | 38٬414 |
| 42٬474 | 20 إلى 24 سنة | 41٬633 |
| 38٬560 | 15 إلى 19 سنة | 37٬688 |
| 36٬990 | 10 إلى 14 سنة | 36٬123 |
| 33٬857 | 5 إلى 9 سنوات | 32٬615 |
| 41٬611 | 0 إلى 4 سنوات | 39٬725 |
| 370    | غير معروف     | 517    |

## المناخ
يسود ولاية معسكر مناخ متوسطي (مناخ البحر الأبيض المتوسط)، وهو نصف جاف مناخ قاري بارد وممطر شتاء، وحار صفيا مع سقوط الثلوج ببعض المناطق التي يصل علوها عن سطح البحر إلى 800 متر، وذلك في جبال بني شقران عين فارس، عوف والبرج. كما تجدر بنا الإشارة إلي أن متوسط الأمطار المتساقطة هي في حدود 300 مم خلال السنة. أما بالنسبة للعشرية الأخيرة لم تتجاوز 240 مم.

## الغطاء النباتي والثروة الحيوانية
تتميز ولاية معسكر بكثرة السهول والغابات والجبال والوديان، التي أكسبتها حلة طبيعية متناسقة كفيلة بجعلها منطقة غنية بالمنتجات السياحية المناخية مثل التجوال في الطبيعة والتخييم والصيد البري والصيد في السدود والرياضة الجبلية، حيث تكسوا الولاية ثروة غابية تتربع على مساحة 95687 هكتار تتوزع على جبال بني شقران، جبال عين فارس جبال عوف، أهمها غابة "حسنة"(عين فارس) وغابة نسمط" (بدائرة هاشم) وغابة "اسطمبول" (بدائرة بوحنيفية)، وغابة "تيمكسي" (بدائرة وادي الأبطال)...إلخ.
وبها محمية طبيعية تقع ببلدية «مقطع دوز» والتي تتربع على مساحة 19000 هكتار، بها عدة أنواع من الحيوانات منها: الوز الرمادي، البط، النحام، مما دفع بالمسؤولين إلى إنشاء مركز تربية طيور الصيد يتربع على مساحة 7500 هكتار، وتربى فيه الحيوانات مثل طيور الحجل والسمان والبطج والنحام الوردي.
تتكون الثروة الغابية من:
في معسكر هناك عدة غابات أشهرها
- غابة الزقر.
- غابة خسيبية.
- غابة غريس.

ـ أشجار الأرز.
ـ أشجار الكاليتوس.
ـ أشجار الصنوبر.
ـ أشجار البلوط.
ـ أشجار الفلين.
- بالإضافة إلى كثرة العنب ببلدية عين فارس.
وتعيش بها عدة حيوانات وطيور منها: الخنزير البري، دجاج الأرض، الحجل، غزال الجبال، البط الأخضر، الأرانب.
كما يتوسط بعض مدن الولاية حدائق غنية بنباتاتها، جميلة في تصميمها نذكر منها حديقة باستور بمعسكر، حديقة المحمدية...الخ.
تضاف إلى هذه المعالم السدود منها سد «فرقوق» المحمدية، سد «أوزغت» (عين فكان)، سد «الشرفة» (سيق)، وسد بوحنيفية.

## التعليم الجامعي
تضم هذه الولاية العديد من الجامعات ومؤسسات التعليم الجامعي، منها:
- جامعة مصطفى أسطمبولي (معسكر) [2]
- كلية العلوم الطبيعية والحياة
- كلية العلوم الإنسانية والاجتماعية
- كلية العلوم والتكنولوجيا
- كلية الحقوق والعلوم السياسية
- كلية الآداب واللغات
- كلية العلوم الدقيقة
- كلية العلوم الاقتصادية والعلوم التجارية وعلوم التسيير

## السياحة الحموية

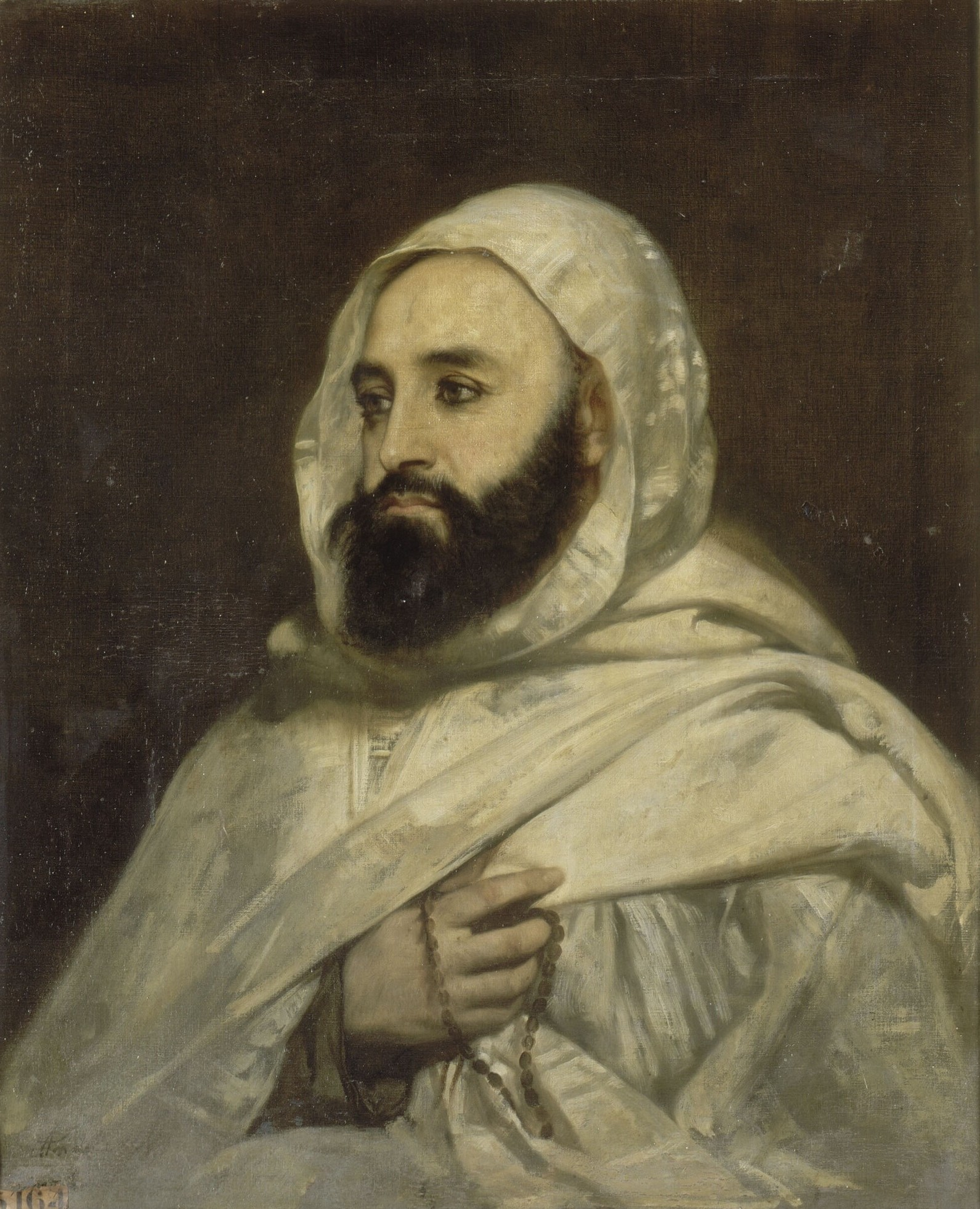
الأمير عبد القادر.

تجاوزت سمعة بوحنيفية، مدينة الحمامات، الحدود الوطنية نظرا لنوعية مياهها الحموية العالية التي تشتهر باستعمالاتها العلاجية في العديد من الأمراض كما أنها مناسبة للاستعمال والراحة.
الرومان هم أول من استغل الثروة الحموية للمدينة حيث بنو مدينتهم أكواسيرانس والتي هي اليوم عبارة عن أطلال.
المياه الحموية لبوحنيفية غنية بغاز الكربون وهي تنقسم إلى ثلاثة أنواع (حسب المنبع):
ـ مياه حموية إشعاعية كربوناتية كلسية، معدنية بدرجة حرارة تتراوح بين 63 و 70.
ـ مياه حموية إشعاعية كربوناتية كلسية، معدنية بدرجة حرارة تتراوح بين 45 و 52 درجة.
ـ مياه حموية كلور مكبرتة سودية منغنيزية بدرجة حرارة 20 درجة.
تتميز هذه المياه بخاصية علاج أمراض المفاصل باختلافها وأمراض الجهاز التناسلي وأمراض الجهاز الهضمي ومشاكل صحية أخرى مثل البدانة، الأمراض الجلدية، الأمراض العصبية.
كما يوجد بولاية معسكر منابع حموية أخرى مستعملة في حالتها الطبيعية مثل منبع عين الحمام ببوحنيفية ومنبع سيدي مبارك ببوهني (الطريق الوطني رقم رقم 04، الجزء الرابط بين سيق والمحمدية) وتتوفر المدينة الحموية على عدة تجهيزات فندقية وصحية وحمامات.
تتوفر الولاية على عدد هام من المرافق وبينها 3 ملاعب لألعاب القوى ومضمارا جهويا للدراجات الهوائية وملاعب لكرة القدم أحدها جديد بمدينة سيق يتسع ل20 ألف متفرج إضافة إلى قاعات متعددة الرياضات بكل البلديات الكبيرة.
مسبحا شبه أولمبي وبيت للشباب.
والمضمار المغطى للدراجات الهوائية بمدينة معسكر «مكسبا هاما للولاية وللوطن باعتباره الوحيد من نوعه على المستوى الوطني حاليا».
كما يوجد في ولاية معسكر نوادي رياضية عديدة في مختلف الرياضيات وهمها نادي غالي معسكر لكرة القدم.

## وصلات خارجية
- الموقع الرسمي لولاية معسكر
- البث الحي للإذاعة ولاية معسكر
- الموقع الرسمي لجامعة معسكر
- موقع مديرية التجارة لولاية معسكر
- البنية التحتية في ولاية معسكر